# Národní park Jezero Malawi
Národní park Jezero Malawi je chráněné území ve stejnojmenném státě, zahrnující vodní plochu a navazující pevninu stejnojmenného jezera. Vznikl v roce 1980, ale i před tímto rokem byly některé části současného parku již chráněny. Rozloha parku je 94 km², z toho 86 km² pevniny poloostrova Nankhumba a ostrovů v jezeře, 7 km² připadá na vodní plochu (pás 100 metrů široký podél pobřeží, přibližně 0,02% rozlohy jezera). Od roku 1984 je součástí světového dědictví UNESCO. Pevninská část sestává z 17 komponentů: Cape Maclear, Mwenya Hill Nkhudzi Hill, Nkhudzi Spit a ostrovy Otter Island, Domwe Island, Thumbi Island, Mumbo Island, Zimbawe Island, Mpanda Island, Boadzulu Island, Nankoma Island, Maleri Island, Nakantenga Island a Chinyankhwazi Rock, Chinyamwezi Rock.

## Přírodní podmínky

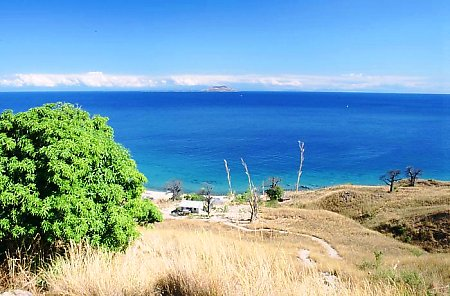
Jezero Malawi, pohled z ostrova Likoma

Park byl založen především na ochranu velmi bohatého vodního života v jezeře Malawi, zejména malých pestrobarevných cichlid na skalnatém pobřeží známých jako „mbuna“ (skalní ryby) a větších cichlidů podčledi haplochromních. Jezero je domovem pro největší počet druhů ryb ze všech jezer na světě: celkem 3 000, z toho více než 800 druhy rodu Cichlidae. S výjimkou pěti druhů jsou všechny vrubozubcovité ryby v jezeře endemické. Vysoká míra evoluční radiace a speciace jsou pozoruhodné a dosud ne zcela vysvětlené. Více než 70 % těchto ryb není popsáno a taxonomické příbuznosti mnoha z nich jsou nejisté. Ryby Mbuna jsou tolerantní k relativně vysokým a kolísavým hodnotám pH a jsou velmi specializovaní na svá stanoviště, jsou vysoce teritoriální. Většina druhů dominantních haplochrominů jsou tzv. tlamovci. Mezi kameny se chytají poměrně obtížně, ale krásně zbarvené jsou cílem akvaristiky. Rozmanitost druhů měkkýšů a dalších bezobratlých je také velmi vysoká.
Suchozemští savci v parku jsou mimo jiné pavián čakma, kočkodan diadémový, kočkodan obecný, hyena skvrnitá, vydra africká, vydra skvrnitá, daman skalní, kudu velký a další. 

## Fotogalerie

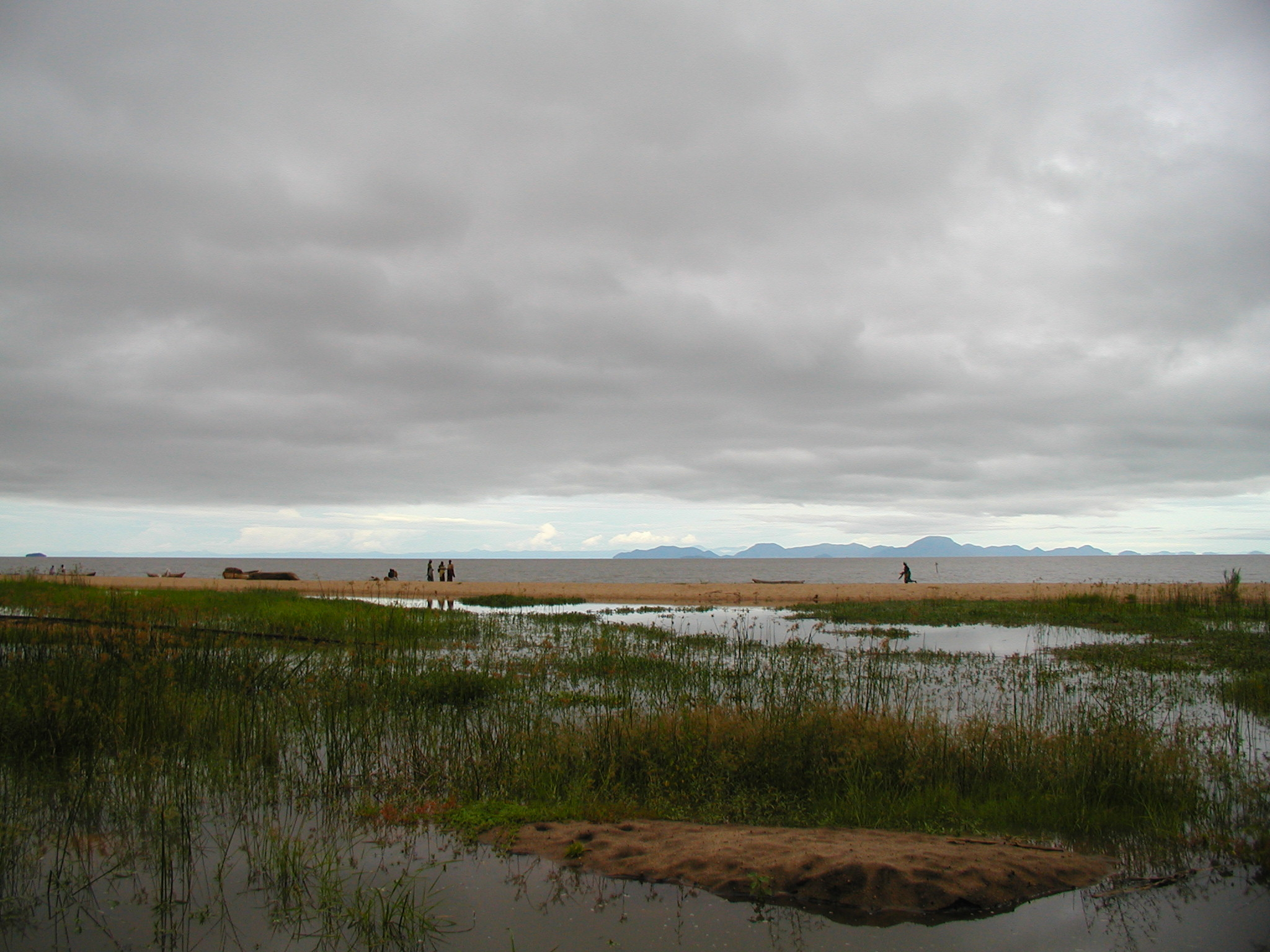
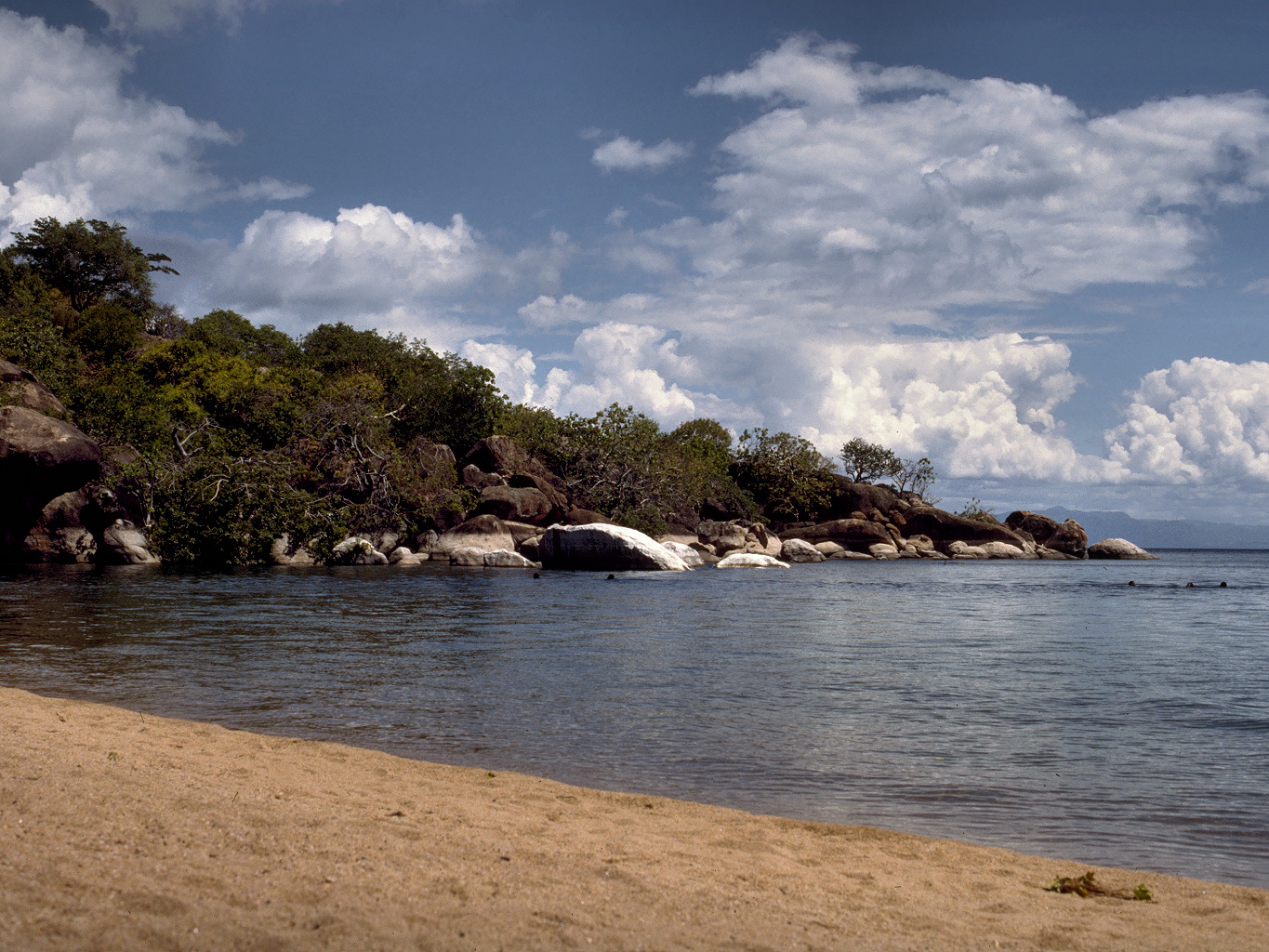
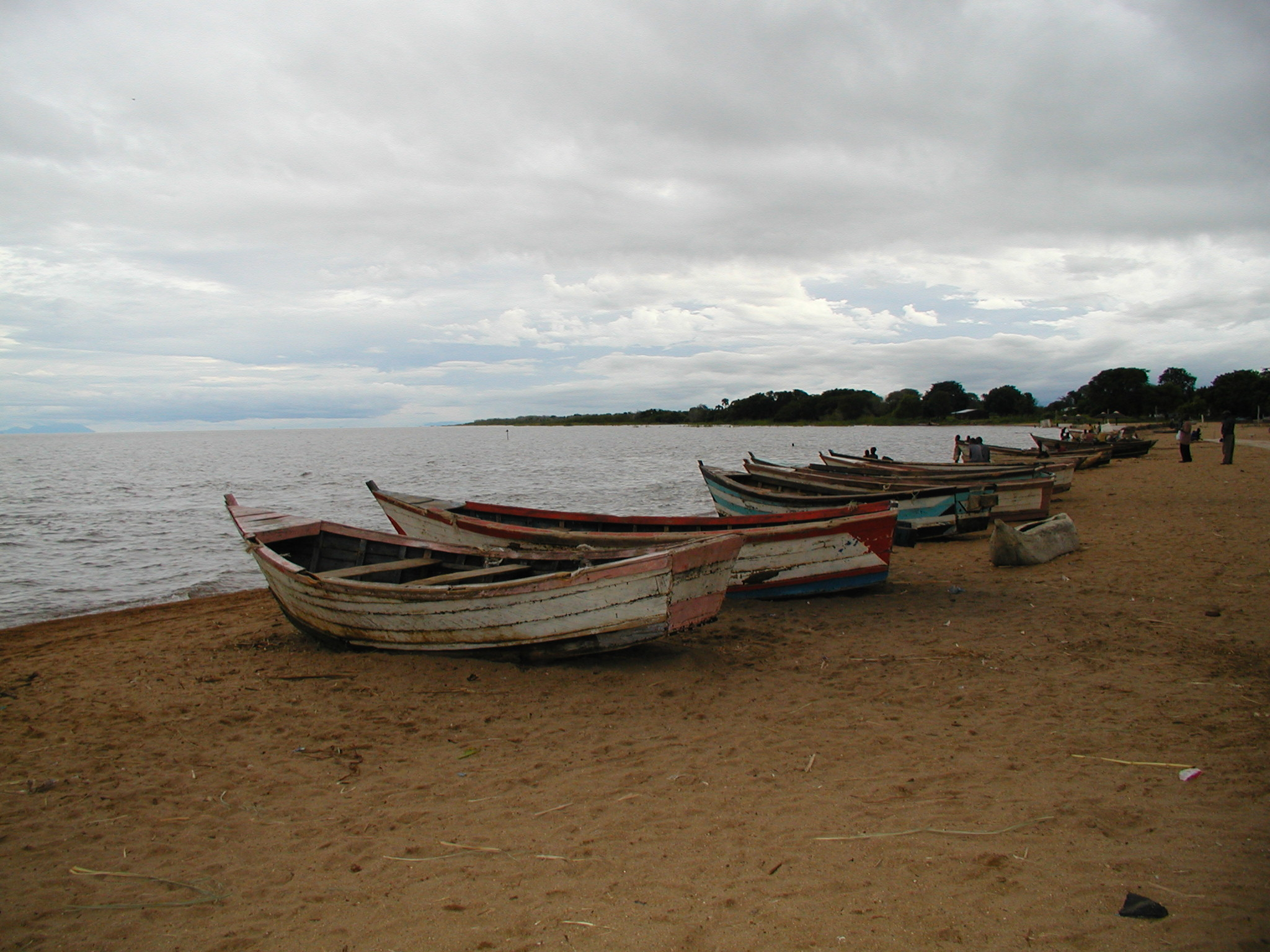
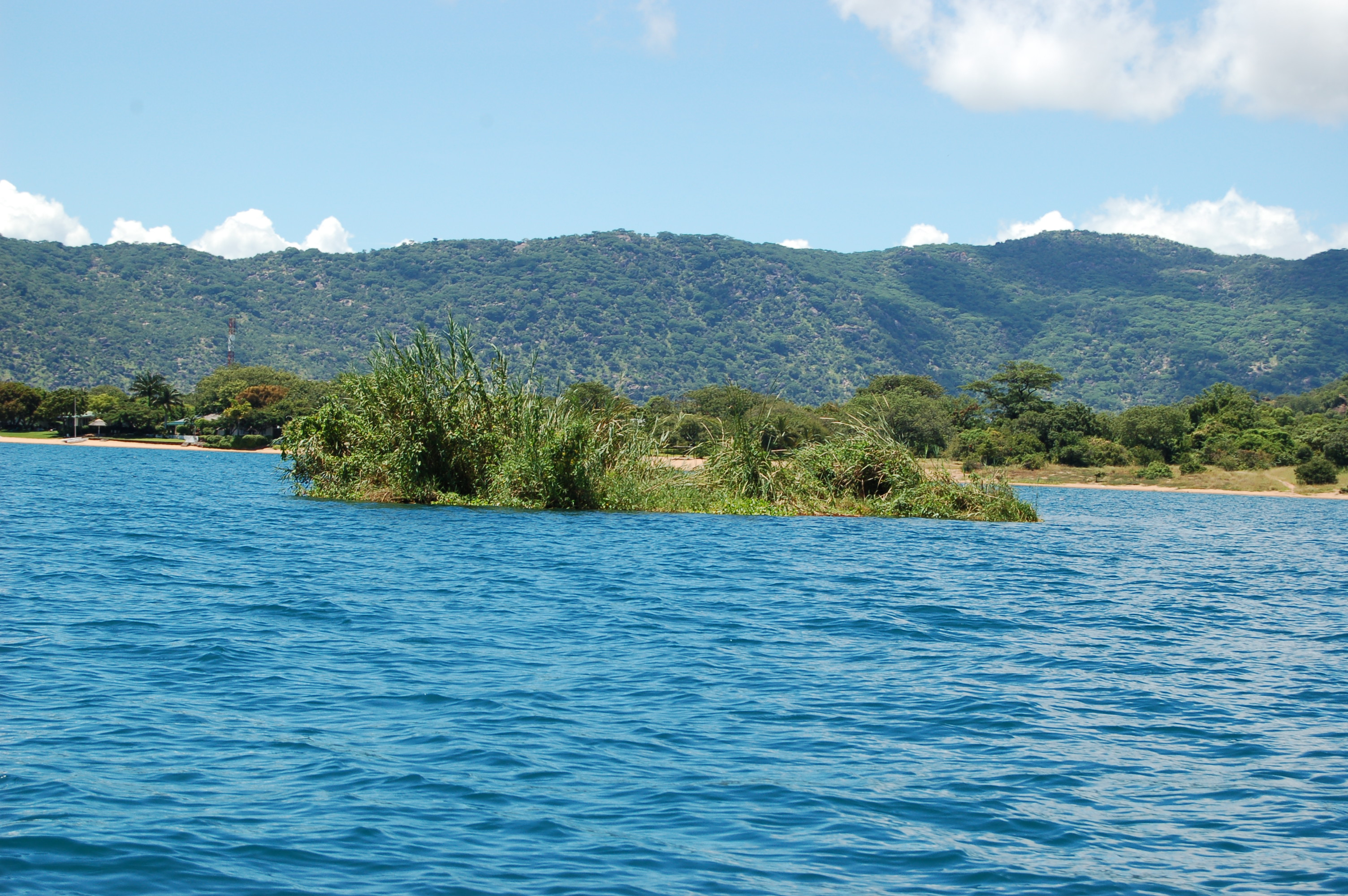

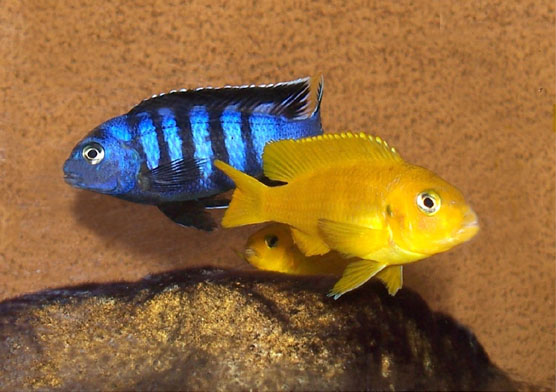
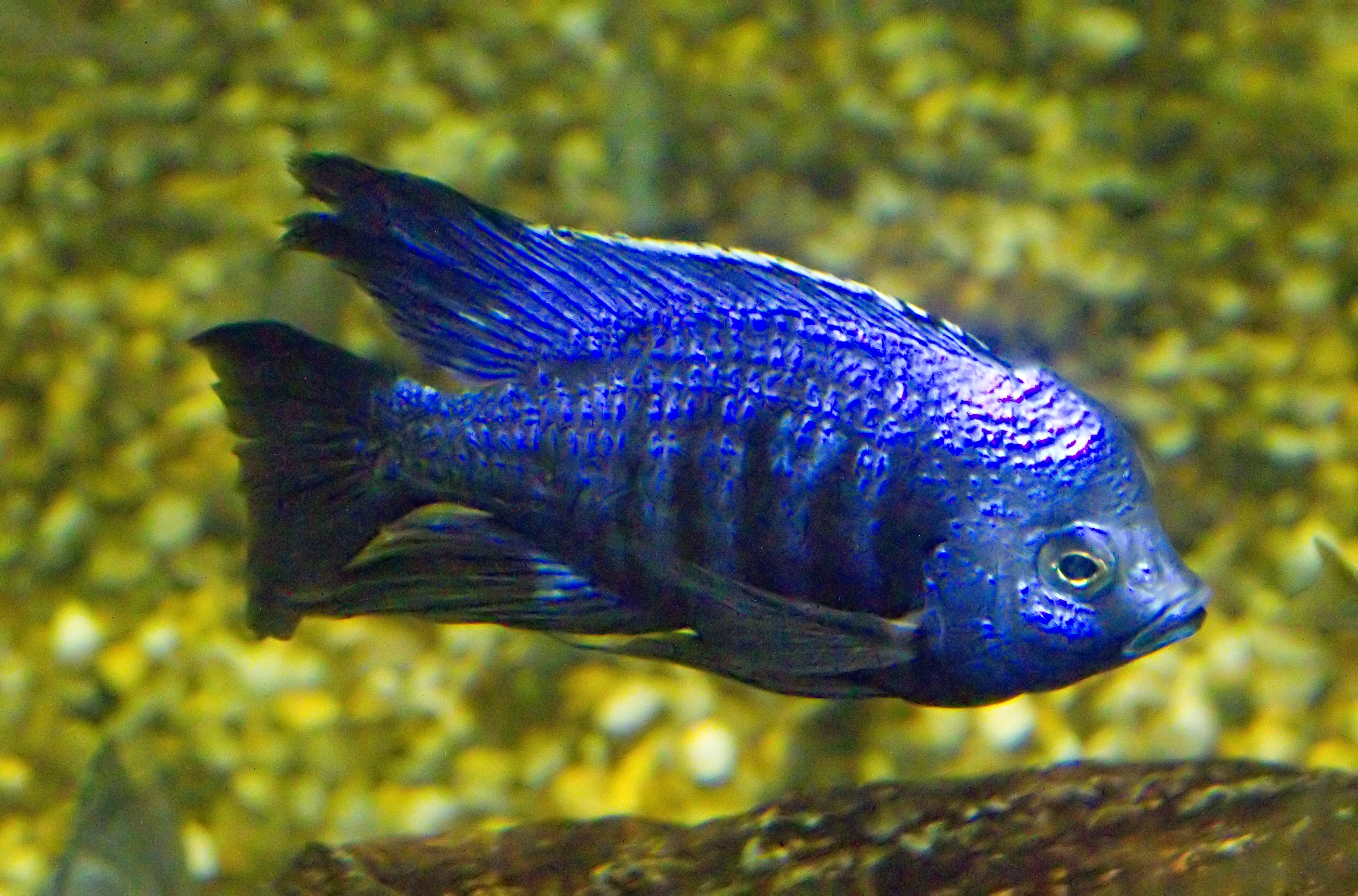
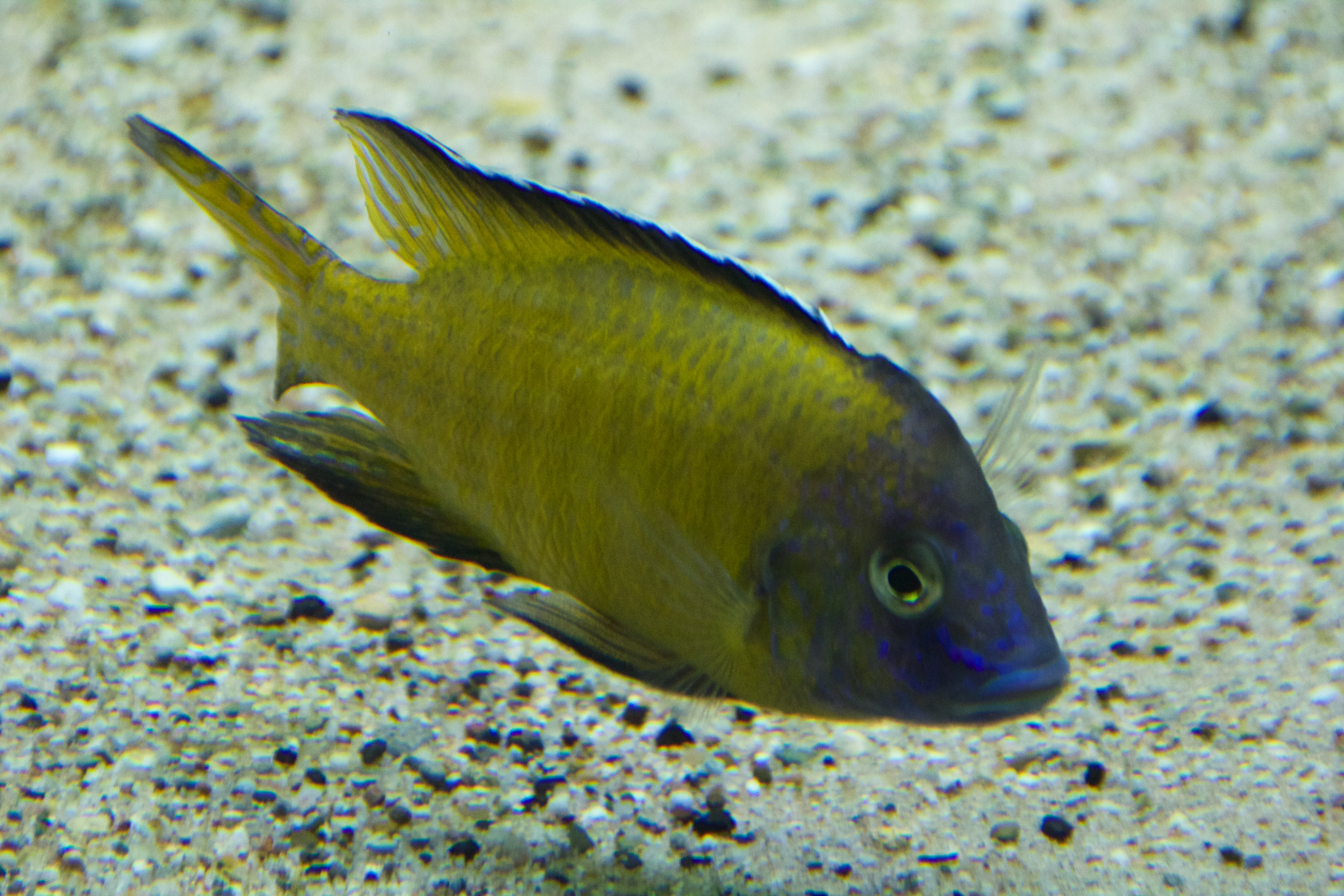
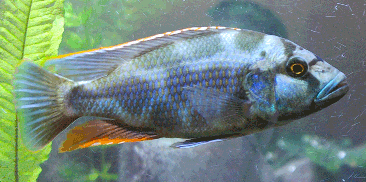